# Universidade de Kanazawa

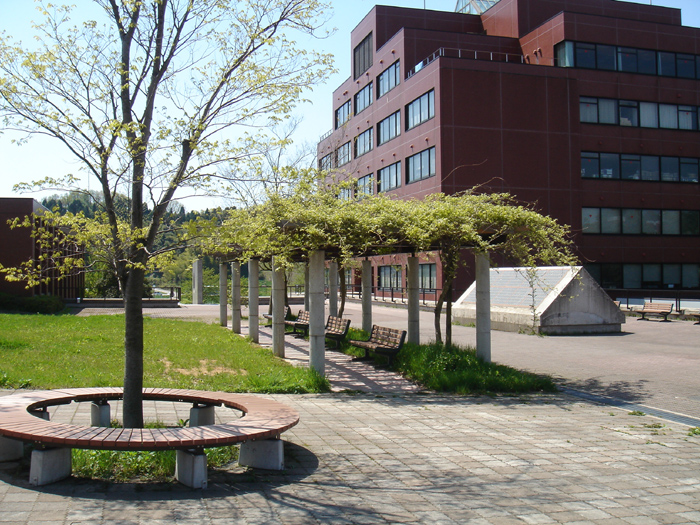
Universidade de Kanazawa - Campus de Kakuma.

A Universidade de Kanazawa é uma universidade nacional do Japão, situada na cidade de Kanazawa, capital da prefeitura de Ishikawa, abrangendo dois campus: o de Kakuma e de Takaramachi-Tsuruma. 
Atende cerca de 11.000 alunos, incluindo 350 estudantes internacionais.
As raízes dessa universidade remontam a maio de 1949, como resultado da integração das seguintes escolas: Escola superior de Kanazawa, Escola normal da juventude de Ishikawa, Faculdade de Medicina de Kanazawa, Faculdade técnica de Kanazawa e a Quarta Escola Superior.
Desde então, por mais de 50 anos, ela foi a líder das universidades japonesas, contribuindo, contínua e substancialmente, para o desenvolvimento de uma instrução mais elevada no Japão, assim como para pesquisas em vários campos do conhecimento.